# Марьинская (Ставропольский край)
Ма́рьинская — станица в Кировском городском округе Ставропольского края России.

## Географическое положение
Расположена на левом берегу реки Малка, у истоков реки Кура, в 15 км к юго-западу от районного центра и в 176 км к юго-востоку от краевого центра.

## История
XVIII век
Станица основана в 1777 году близ одноимённой крепости Азово-Моздокской укреплённой линии. Первоначально располагалась на реке Золке, когда по указу императрицы Екатерины II на Северном Кавказе была образована линия форпостов, населённых казаками Терского Казачьего Войска.
«Доклад» князя Потемкина «Об учреждении линии от Моздока до Азова» был утвержден Екатериной II 24 апреля 1777 года, он и положил начало основанию Азово-Моздокской оборонительной линии. Доклад был опубликован в «Полном собрании законов Российской империи с 1649 года», том 20, 1775—1780 гг., Санкт-Петербург, 1830. Первоначально имелось два варианта проектируемой линии. В «Докладе» и в «Описании линии» характеристика крепостей давалась в применении к первому варианту проекта, что было отражено и на карте. Фактически же строительство было осуществлено по второму варианту, причем было построено не десять, а девять крепостей.
В «Докладе» Потемкина был высказан ряд положений, характеризующих линию в военном и экономическом отношениях. В частности, указывалось, что «все крепости должны быть окончены строением будущим летом 1778 года, для чего хотя третью часть войск, отряженных на закрытие линии, употребить на работу в крепостях с платою каждому по 5 копеек в сутки». Говорилось, что линия прикрывает от набегов кочевье наших калмыков и татар и «подает им способ распространяться на запад до самого Чёрного леса и Егорлыка», «доставляя тем (им) лучшее пропитание», способствует учреждению виноградных, шелковых и бумажных заводов, умножению табунов, садов и расширению хлопководства. Также отмечалось, что создание линии позволит укоротить путь от Моздока до Москвы. Учрежденные по линии от Моздока к Азову селения именовать: 1-е Святыя Екатерины, 2-е Святого Апостола Павла, 3-е Святыя Марии, 4-е Святого Георгия, 5-е Апостола Андрея, 6-е Святого Александра Невского, 7-е Ставрополь, 8-е Донское, 9-е Московское, 10-е Владимирское. (Из приказа генерал-фельдмаршала Г. А. Потемкина строителю Азово-Моздокской линии генералу И. В. Якоби 20 мая 1777 года). В первых пяти крепостях поселились волжские казаки, составившие пятисотенный полк (командир полковник В. Шульц). Всеми работами по сооружению крепостей Азово-Моздокской линии руководил полковник Н. Н. Ладыженский.
Укрепления Азово-Моздокской линии в основном были земляными. Для усиления обороноспособности каждое укрепление снабжалось двумя-тремя или несколькими десятками орудий. Одним из наиболее мощных укрепленных участков Азово-Моздокской линии был район расположения трех крепостей: Святого Георгия на реке Подкумок, Святого Павла на реке Куре и Святой Марии на реке Золке, построенных в 1777—1778 годах на границе с Кабардой. Непосредственным руководителем строительства названных крепостей был Астраханский военный губернатор Иван Варфоломеевич Якоби (Потто В. А., 1912. С 128—129). Уже в первые годы своего существования крепости Азово-Моздокской линии подверглись нападениям горцев. Опасения кабардинцев не были напрасными — крепости Азово-Моздокской линии стояли среди поселений горцев и смотрели жерлами своих пушек и на Большую и на Малую Кабарду. Горцы требовали уничтожения укреплений построенных на их землях: Павловской, Марьинской и Георгиевской крепостей. 9 июня 1779 года отряд горцев численностью до 15000 человек напал на Марьинскую крепость и осадил её. На выручку осажденным из Павловской крепости вышли войска во главе с генералом И. В. Якоби. У стен крепости Святой Марии произошло ожесточенное сражение, длившееся шесть часов. Горцы были разбиты. На месте, где происходило сражение, был воздвигнут земляной курган (Бутков П. Г., 1869). В том же 1779 году крупные сражения с горцами произошли у реки Малка, после чего кабардинцы вынуждены были отказаться от земли занятой крепостями. (Кудашев. В. Н., 1913. С 72; Шабловский Н. Н., 1914). Однако проводивший достаточно жесткую политику по отношению к горцам генерал И. В. Якоби был удален с Кавказской линии (Дебу И. 1829).
XIX век
Конфликты с местным населением продолжались и в дальнейшем. Горцы долго не могли смириться с захватом их земель. Российскому начальству приходилось принимать не только военные, но и экономические меры, для того чтобы удерживать Кабарду в повиновении (Грабовский Н. Ф., 1876). Марьинская крепость на Золке служила промежуточным пунктом между крепостями Павловской и Георгиевской. Станица Марьинская построена солдатами Кабардинского полка и казаками Моздокского гарнизона. Крепость Святой Марии была земляной и имела форму шестиугольника неправильной формы. С трех сторон её предохраняли от недругов рвы, по внутреннему краю возвышался земляной вал. На небольшом кургане был выставлен наблюдательный пост. В нескольких шагах от него торчал шест с пучком усохшего сена вверху и соломенным жгутом ниже. Появился неприятель — вспыхивает факел. Внутри крепости под защитой её пушек и фортификационных сооружений (вал и ров) находились: дом коменданта крепости, казармы, пороховой погреб, помещения для хранения военного снаряжения, провианта и другие строения. Первыми поселенцами станицы стали 102 строевых казака Волжского полка, 5 отставных старшин, 75 казаков внутренней службы и ещё 83 отставника, переселенных с матушки-Волги. Служивый народ молодой и горячий ладил жилье. Избы рубленные и турлучные, крыши камышовые четырёхскатные. Дворы с постройками распределялись по жребию. Первый снег встретили новоселы в тепле и уюте. Казаки станицы Марьинской делали деревянные разборные дома на продажу. По сведениям краеведа Е. И. Яковкиной на Горячих Водах (с 1830 года Пятигорск) в 1823 году в усадьбе одного из первых застройщиков — Ушакова (современная улица Лермонтова, № 18, 20, 22) были установлены домики изготовленные в станице Марьинской (Яковкина Е. И., 1975).
За станицей — приволье, степное, неохватное. Размеров земельного участка, выделенного общественному формированию, никто не знал. И первого пахаря встретила вековая целина. Радовала душу новосела и речка-невеличка Золка. Скудна она была в зимнюю пору, но весной и летом, как познали вскоре казаки, особенно после проливных дождей в нижнем течении, превращалась в бурный поток, выходя из берегов. В своем изначале реку скрывал лесной массив с вековыми дубами, карагачем, ясенем. А на опушках произрастал орешник и терн, шишки и груши, дикорастущие яблони. К 20-м годам XIX века крепость Святой Марии утратила своё военно-стратегическое значение и в 1825 году командующий Кавказским корпусом генерал Ермолов предложил государю Николаю I проект, согласно которому крепости Марьинская и Павловская должно передвинуть на реку Малку к редутам. И назвать их по имени последних.
Царь утвердил предоставленный документ, однако сохранил прежние названия станиц. С наступлением весны 1828 года началось переселение станицы Марьинской. Было решено основать её на левом берегу горной реки Малки во впадине, между возвышенностями. Росли, как грибы после обильного дождя дома из самана, рубленые и турлучные. На видном месте встала церковь. В 1850 году атаман Терского Казачьего Войска генерал Эристов по просьбе офицеров-отставников и помещиков-колонистов, страдавших от недостатка воды в Куре, предпринял попытку построить канал, отведя воду из Малки в Куру. Но только через тридцать лет правительство дало добро на постройку канала!
Возводили канал сообща, используя гужевой транспорт и свои руки. И, если жители станиц, живущие ниже по течению голубой артерии, внесли в общий котел только деньги, то марьинцам пришлось, по существу, тянуть воз самим. Канал ввели в строй в 1881 году. Начинался он за три версты от станицы. Сначала следовали плотины, откуда вода подавалась к шлюзам, затем она шла по каналу шириной в две и глубиной в полторы сажени и, минуя станицу, направлялась к Куре. Была проделана кропотливая, ответственная работа. Ведь вода была поднята на высоту 15-20 саженей! И только в 1892 году от Невольки провели небольшой арык, по которому влага пришла в Марьинскую, а затем снова в Невольку. Арык назвали «Кизилка», как и улицу по которой он шёл. 1893 году предприниматель Кондратьев отвел из Невольки часть воды в ров, который опоясывал станицу с севера. Вода протекала по новому руслу около версты, снова впадая в Невольку. На облюбованном месте Кондратьев поставил мельницу для обслуживания станичников. У него нашлись последователи — братья Осиповы. В начале двадцатого столетия на Курско-Марьинском канале было установлено несколько водяных колес для подачи воды в сады и огороды казачьих подворий. В Марьинской нередко возникали пожары. Этому способствовали соломенные и камышовые крыши. В огне сгорали не только отдельные усадьбы, но и целые кварталы.
Несколько дней горело жилье в памятном 1890 году. Уцелело лишь несколько подворий. Но сметливые, скорые на выдумку казаки снова отстраивались. А пробивал час, — брались за оружие и вступали в бой, защищая свои дома и земли от врагов. Все мужское население станицы считалось служилым, а служба начиналась с пятнадцати лет. Молодёжь до 20 лет и мужчины свыше 50-ти несли её в пределах станицы и крепости. Казаки за 20 и до 50 лет в Волжском полку охраняли Азово-Моздокскую границу, участвовали в походах за рубеж. При чём строевая лошадь, обмундирование и снаряжение казака было приобретено за свои кровные. Молодёжь готовили к службе загодя и основательно под руководством отставных старшин. Упражнялись в стрельбе, джигитовке, борьбе, беге, конских состязаниях, строевых занятиях. В 1819 году поголовная служба казаков была отменена. И теперь каждая семья выставляла одного казака, который зачислялся в Волжский полк на 25 лет. Лишь день-два мог он побывать в кругу своей семьи. Наиболее сильные, дисциплинированные парни направлялись в артиллерийский полк Терского Казачьего Войска. В течение четырёх лет их обучали стрельбе из разнокалиберных пушек. В 1864 году было отменено положение, согласно которому каждая семья выделяла новобранца для военной службы. Отныне первого января вся 18-летняя молодёжь мужского поля принимала присягу на верность царю и Отечеству, проходила военную подготовку в станице, посещала воскресно-приходскую школу. Затем следовали месячные сборы вне станицы. В кавалерию или артиллерию шли служить самые подготовленные, выносливые.
Летопись славных ратных дел разного периода сохранила даты участия в походах и сражениях марьинцев под руководством генералов Савельева, Ртищева, Ермолова, Робиндорфа, Потемкина, многих других. До сегодняшнего дня остатки Марьинской крепости на Золке являются одним из наиболее сохранившихся памятников 1777—1829 годов на бывшей Линии. Расположен этот памятник истории и культуры близ поселка Фазанный Кировского района Ставропольского края. Сохранилась возвышенность, где была устроена земляная крепость, а также остатки крепостного вала и рва. К наиболее интересным случайным находкам можно отнести медаль с изображением «всевидящего ока», датой 1812 год с одной стороны и надписью «Не нам, не нам, а имени твоему» — с другой стороны.
Статья из ЭСБЕ (конец XIX века):
Марьинская — станица Терской области, Пятигорского отд. Дв. 582, жит. 3516, црк., школа, литейное зав. 1, торговых 18 и промышленных 10. Базары еженедельно.
XX век
В период оккупации Марьинской немецко-фашистскими оккупантами были расстреляны 63 мирных жителя станицы.
XXI век
С 2004 года по  1 мая 2017 года станица образовывала упразднённое сельское поселение станица Марьинская.

## Население
| 1782  | 1816  | 1844  | 1856  | 1858  | 1861  | 1865  | 1870  | 1882  |
| ----- | ----- | ----- | ----- | ----- | ----- | ----- | ----- | ----- |
| 775   | ↗903  | ↗1174 | ↗2123 | ↗2280 | ↘2147 | ↗2288 | ↗2553 | ↗3141 |
| 1896  | 1911  | 1914  | 1925  | 1959  | 1979  | 1989  | 2002  | 2010  |
| ↗3978 | ↗5161 | ↗5712 | ↘5507 | ↗5561 | ↗5946 | ↗7362 | ↗8905 | ↗9080 |
| 2011  | 2012  | 2013  | 2014  | 2015  | 2016  | 2017  | 2021  |       |
| ↘9042 | ↘9026 | ↘9003 | ↘8937 | ↗9032 | ↗9089 | ↗9120 | ↗9613 |       |

Национальный состав
По итогам переписи населения 2010 года на территории станицы проживали следующие национальности (национальности менее 1 %, см. в сноске к строке «Другие»):
| Национальность | Численность | Процент |
| -------------- | ----------- | ------- |
| Русские        | 7331        | 80,74   |
| Рутульцы       | 556         | 6,12    |
| Армяне         | 521         | 5,74    |
| Цыгане         | 327         | 3,60    |
| Украинцы       | 96          | 1,06    |
| Другие         | 249         | 2,74    |
| Итого          | 9080        | 100,00  |

## Упразднённое сельское поселение станица Марьинская
Структуру органов местного самоуправления поселения составляли: совет депутатов (состоял из 10 депутатов, избираемых на муниципальных выборах по одномандатным избирательным округам сроком на 5 лет), администрация.
Председатели совета депутатов
- с 8 октября 2006 года; с 4 марта 2012 года — Кутько Михаил Леонидович

Главы администрации
- с 8 октября 2006 года; с 4 марта 2012 года — Кутько Михаил Леонидович, глава сельского поселения[27].

Символика

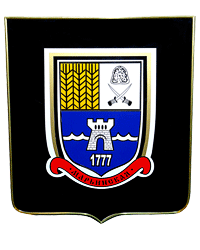
Герб станицы Марьинской

Герб (эмблема) муниципального образования станица Марьинская представляет собой щит, полурассечённый и пересечённый на золото, серебро и лазурь. В верхнем правом золотом поле — три золотых колоса, в верхнем левом серебряном поле — серебряная папаха над двумя скрещёнными серебряными шашками. В нижней лазоревой половине щита — серебряный тонкий чешуйчато-изогнутый пояс, поверх которого серебряная крепостная башня. В оконечности серебряные цифры 1777. Под щитом на червлёной ленте чёрными литерами надпись: «Марьинская».
Колосья символизируют сельскохозяйственное производство. Папаха и шашки символизируют готовность казаков защищать свою малую родину. Крепостная башня, помещённая на фоне стилизованного изображения реки Малки (чешуйчато-изогнутый пояс), и дата в оконечности щита напоминают о том, что в 1777 году, по указу императрицы Екатерины II, на Северном Кавказе была построена линия форпостов (населённая казаками Волжского казачьего войска, сосланными на Кавказ за участие в восстании Е. Пугачёва 1773—1774 гг.), в том числе и крепость Пресвятой девы Марии — родоначальница станицы Марьинской.

## Инфраструктура
- Редакция газеты «Марьинский вестник»
- Аварийно-спасательная служба станицы Марьинской
- Дом культуры. Открыт 8 октября 1967 года[30]

Хор «Калинушка» (образован 1 июля 1966 года)
- В юго-западном районе Марьинской, примерно в 100 м от станицы и 50 м от трассы Новопавловск — Пятигорск, расположено общественное открытое кладбище площадью 90 тыс. м²[32].

## Образование
- Детский сад № 9 «Журавлик»
- Детский сад № 10 «Сказка»
- Средняя общеобразовательная школа № 5 им. Лукьянцева Василия Петровича. 28 апреля 1956 года при школе образовали ученическую производственную бригаду имени В. П. Лукьянцева (сейчас называется «Романтики»)[31]
- Детская музыкальная школа

## Экономика
- Тепличный комплекс по производству овощей «ЭКО-культура»[33]
- Марьинская птицефабрика. Начала работу 10 апреля 1976 года[31]
- Маслозавод
- Молочный комбинат «Марьинский»
- Кирпичный завод ООО «Керамика»
- Филиал «АгроМарьинский» ОАО «Агрохлебопродукт». Образован 10 октября 1930 года как колхоз «Заветы Ильича»[34]

## Религия
Русская Православная Церковь
- Церковь Святого Архистратига Божия Михаила. Основан в 1902 году[35]

Евангельские Христиане Баптисты
- Молитвеный дом баптистов

## Люди, связанные со станицей
- Кузовлев Михаил Петрович (1922) - участник Великой Отечественной войны 1941-1945 гг, награждён орденами: Красной Звезды, Отечественной войны I и II степени[36]

## Памятники
- Братская могила 39 советских воинов, погибших в борьбе с фашистами. 1942—1943, 1946 года[37]
- Братская могила советских воинов, погибших в борьбе с фашистами. 1942—1943, 1946 года[38]
- Памятник В. И. Ленину. 1951 год[39]
- Памятник В. И. Ленину. 1967 год[40]